# André Pangrani
André Pangrani, ou Anpa, est un scénariste de bande dessinée, éditeur et nouvelliste français né le 24 juillet 1965 à Antibes et mort le 31 juillet 2016 à Moscou, d'une thrombose.

## Biographie
Né le 24 juillet 1965 à Antibes, André Pangrani est le cofondateur, à l'île de La Réunion, du périodique de bande dessinée Le Cri du Margouillat, auquel il contribue en tant que scénariste sous le pseudonyme d'Anpa. Il crée plus tard son supplément Le Marg et est le rédacteur en chef de son successeur Le Margouillat. Il devient par ailleurs éditeur via la maison d'édition de bande dessinée Centre du Monde, qui publie principalement des anciens contributeurs du magazine.
Président du théâtre Vollard de 1995 à 2002, il fonde en 2013 la revue littéraire Kanyar, qu'il dirige et pour laquelle il écrit des nouvelles (regroupées après sa mort dans deux recueils,).